# Чортківське гето
Чортківське гето (нім. Ghetto Tschortkau; їдиш טשארטקאווער געטא; Чортковер Гето) — гето для представників єврейського народу, створене під час Другої світової війни у місті Чортків.
6 липня 1941 року в місто вступила німецька армія. 25 серпня 1941 року айнзацгрупи заарештували багатьох членів єврейської громади, котрі були чиновниками чи представниками інтелігенції (вчителів, інженерів, адвокатів). Вони були розстріляні у Чорному лісі біля міста.

## Історія гето
Гето було створене в березні 1942 року. До 1 квітня 1942 року євреї повинні були переселитися на територію гето. Для гето було призначено 6 вулиць. В одному помешканні жило кілька сімей. Всього в гето було поміщено 6800 євреїв. До серпня 1942 року кількість мешканців гето зменшилася до 6500 через подальші вивезення та розстріли.

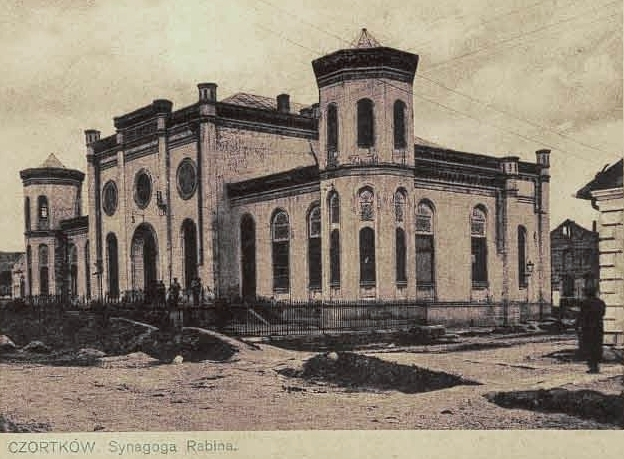
Синагога у Чорткові (між 1910—1920)

27 серпня 1942 року Поліція безпеки разом з жандармерією, Українською допоміжною поліцією та Єврейською допоміжною поліцією провели першу акцію депортації євреїв чортківського гето до табору смерті у Белжеці. Вже під час відбору було вбито 300 осіб. Також вказують, що це було 500 хворих, старих та малих євреїв. Потім було відсіяно тих, хто був важливим спеціалістом, а решту відправлено до Белжеця — всього 2120 осіб. Ще кілька сотень осіб не помістилися у вагони, тому до жовтня 1942 року перебували у чортківській в'язниці.
Після цієї акції гето було зменшене до двох вулиць біля Серету.
5 жовтня 1942 року 500 євреїв було депортовані до Янівського табору (концентраційний табір у Львові на вулиці Яновській). Наприкінці 1942 року в гето було створено трудовий табір, в якому працювали 600 осіб. Робочий день тривав 12-14 годин, а харчовий пайок — лише 100 грамів хліба, рідко суп та кава (замінник).
На початку 1943 року у гето нараховувалося 2500 мешканців.
В червні 1943 року гітлерівці ліквідували гето. 17 червня 1943 року було розстріляно 2000 євреїв. Потім кілька днів тривало прочісування території гето і пошук євреїв, котрі сховалися. В такий спосіб було розстріляно ще 500 осіб. 63 особи були відправлені до трудового табору у Великому Глибочку. Лише незначній кількості євреїв вдалося врятуватися втечею.
Гето ліквідоване повністю у вересні 1943 року.
20 червня 2005 року з ініціативи єврейської громади було встановлено пам'ятники жертвам Голокосту: один — в Чорному лісі, а інший поблизу автостанції.